# Erich Schmidt-Kestner
Friedrich August Erich Schmidt-Kestner (* 15. Januar 1877 in Berlin; † 24. Oktober 1941 in Nordhausen am Harz) war ein deutscher Bildhauer.

## Leben
Erich Schmidt-Kestner war ein Sohn des Berliner Gymnasialprofessors Johannes Eusebius Samuel Schmidt, ein Bruder des Schriftstellers und Fliegerhauptmanns Hans Schmidt-Kestner, ein Enkel des Pädagogen und Leiters der Hugenottenschule im Französischen Dom am Gendarmenmarkt in Berlin Eusebius Schmidt und in der vierten Generation ein Nachfahre der Charlotte Buff, verehelichte Kestner, der Johann Wolfgang von Goethe in Die Leiden des jungen Werthers ein Denkmal gesetzt hat.
Schmidt-Kestner studierte an den Berliner Kunstakademie und an der Kunstakademie Düsseldorf. 1904 erhielt er auf der Großen Berliner Kunstausstellung eine kleine Goldmedaille. 1905 bekam er auch für sein Werk Schreitendes Mädchen eine Goldmedaille auf der Internationalen Kunstausstellung in München. Nach Abschluss seiner Studien wurde er am 15. März 1905 mit dem Rompreis ausgezeichnet. Dadurch erhielt er Gelegenheit, zwei Jahre in Italien leben und sein Werk vertiefen zu können. Bis zu seinem 50. Lebensjahr war er 1908–1926 in seiner Heimatstadt Berlin als freischaffender Künstler tätig, nur unterbrochen durch den Ausbruch des Ersten Weltkriegs, den er als Soldat in Frankreich, Russland und als Italienisch-Dolmetscher beim Alpenkorps mitmachte. Eines seiner Ateliers wird auch heute noch als solches genutzt, in der Offenbacher Straße in Berlin-Friedenau.

## Leistungen
Um Schmidt-Kestners Gesamtwerk zu begreifen, muss erwähnt werden, dass es zu 80 Prozent aus der Gestaltung von Bauplastiken bestand. Er erhielt viele Aufträge von den Ministerien, der Industrie und Privatpersonen. Im Rathaus von Berlin-Charlottenburg wurde eine überlebensgroße Hermes-Statue von ihm aufgestellt, im Stadtpark von Berlin-Schöneberg ein beliebter Entenbrunnen, in Berlin-Tempelhof eine Fuchsgruppe, in Berlin-Steglitz das Paulsen-Denkmal, auf dem Marktplatz in Hannover der Merkur-Brunnen. Eines seiner großen Arbeitsgebiete war die Gestaltung von Porträtköpfen. Seine Bildnisse zeigen stets eine unpathetische und natürliche Gebärde. In der Zeit von 1912 bis 1921 entstanden auch viele Kinderporträts. In diesen Jahren wurden seine fünf Kinder geboren.
1926/1927 wurde Schmidt-Kestner als Dozent und Leiter der Bildhauerklasse an die Kunst- und Gewerkschule in Königsberg (Preußen) berufen. Die Lehrtätigkeit machte ihm große Freude. Ein bekanntes und im heutigen Kaliningrad noch erhaltenes Werk seiner Königsberger Zeit sind die Spielenden Windhunde am Hauptweg des Tiergartens, dessen ehrenamtlicher stellvertretender Direktor Schmidt-Kestner einige Jahre war. In dieser Zeit schuf der Künstler Hunderte von grafischen Blättern, Zeichnungen und Radierungen, die seine Kunst der Beobachtung des Tierlebens wiedergeben. Über dem (Kunst-)Portal des Hauptbahnhofs Königsberg befanden sich fünf Reliefs, die Reisen zu Wasser, Land und Luft, Ankunft und Abschied darstellten; im Innenhof des Gerichts stand auf einer vier Meter hohen Klinkersäule seine Justitia-Büste. Die Reliefs wurden von Schmidt-Kestner und von seinem Schüler Wilhelm Ernst Ehrich gemeißelt. Ehrich wanderte 1929 nach Amerika aus, wo er diese Tradition der öffentlichen Kunst als Leiter des Federal Art Project in Buffalo, New York, und als Resident-Bildhauer und Professor der Universität Rochester fortsetzte. Wie Schmidt-Kestner enthielten Ehrich‘s Werke auch Tiere und Reliefs für einen Tiergarten in Buffalo. Verschwiegen wird allerdings gern ein Teil der Werke des Bildhauers in Königsberg um 1933. In dem 1993 von Rudolf Meyer-Bremen bearbeiteten und herausgegebenen Werk über die Ausstellungskataloge des Königsberger Kunstvereins finden sich im Katalog der 62. Kunstausstellung des Kunstvereins in der Kunsthalle am Wrangelturm im Jahr 1933 eine Gipsbüste Der Führer für 1500 Reichsmark und ein Porträt Oberst Abbes, ebenfalls aus Gips. Die Adolf-Hitler-Büste erwähnt auch 1936 das von Ulrich Thieme und Felix Becker begründete große Künstlerlexikon. Womöglich ist dieses letztere Engagement von Schmidt-Kestner der Grund dafür, dass er nach dem Krieg in keinem Künstlerlexikon mehr zu finden ist.
1935 verließ Schmidt-Kestner Ostpreußen und nahm einen Lehrauftrag als Professor an der Kunstgewerbeschule in Kassel an, deren Direktor er später auch wurde. In Kassel war er auch Leiter der „Betreuungsstelle für die Gestaltung von Kriegerdenkmalen“.
Im Zweiten Weltkrieg fiel so manches Werk Schmidt-Kestners den Bomben zum Opfer. Auch die Mappe mit den Aufnahmen der Bauplastiken ging in den Wirren der Zeit verloren. Es blieben nur wenige kleinere Plastiken, einige Reliefs, die Muttergruppe in Bad Hersfeld und die Skulptur eines Bergmannes in Volpriehausen erhalten. Aber zeitgenössischen Berichten zufolge z. B. auch die Spielenden Windhunde im heute russischen Kaliningrad, die nach dem Krieg im Garten eines sowjetischen Generals ausgestellt wurden und sich heute in der Kunstgalerie der Stadt befinden. 1994 soll ein verlorengegangenes Relief Schmidt-Kestners von Ernst Lübbert erneuert worden sein und sich in Neubrandenburg in den Wallanlagen an der Großen Wollweberstraße befinden.
Es war ständiges Bemühen des Künstlers, seinen Arbeiten eine möglichst geschlossene Form zu geben. Nach seiner eigenen Aussage arbeitete er nicht gern in Lebensgröße, sondern lieber überlebensgroß oder verkleinert. In laufender Zusammenarbeit stand er mit der Porzellanfirma Selb und der Ilmenauer Porzellanfabrik Metzler & Ortloff, aber auch bei der Königlichen Porzellan-Manufaktur Berlin wurden Werke nach Schmidt-Kestners Ton-Modellen aufgelegt. Für seine Metallarbeiten nahm er die Gießerei Hermann Noack aus Berlin in Anspruch, das Material für seine Arbeiten aus Stein stammte aus dem Steinbruch Miltenberg.
Am 24. Oktober 1941 verstarb Schmidt-Kestner im nordthüringischen Nordhausen im Alter von 64 Jahren. Der Kasseler Kunstverein arrangierte am 19. Mai 1942 in der Staatsgalerie eine Gedächtnis-Ausstellung, über die die Kasseler Neuesten Nachrichten vom 19. Mai 1942 schrieben:

„Die Gedächtnis-Ausstellung gibt in ihrem Ausmaß ein überraschendes Bild vom Schaffen Schmidt-Kestners, das rein stofflich den Bogen spannt vom realistischen Bildnis der Tierplastik bis zur großen symbolhaften Komposition und dem Spiegel seiner bildnerischen Tätigkeit in graphischen Arbeiten. Das klassische Maß, das dem Künstler immer Vorbild war, offenbart sich am reinsten in Jünglingsgestalten von edler Haltung (Paris) oder den Reiterfiguren, die eine schöne, von Kraftströmen zwischen Mensch und Tier erfüllte Einheit mit dem Pferd eingehen. In diesen Reiterbildern summiert sich eine besondere Fähigkeit des Künstlers: Die formvollendete und wesensgerechte Darstellung der Tiere. Da sich mit dieser Einfühlung in das Wesen der Tiere ein hohes handwerkliches Können verband, so haben wir in diesen Pferden, spielenden Hunden, Hirschen und Löwen Tierplastiken von hervorragender Wahrhaftigkeit und harmonischer Form vor uns.“

1984 widmete das Kulturzentrum Ostpreußen im Deutschordensschloss Ellingen Schmidt-Kestner zusammen mit Edmund May und Franz Andreas Theyne eine Ausstellung seiner Werke. Einer seiner Schüler war der Hannoversch Mündener Töpfer und Bildhauer Heinz Detlef Wüpper.

## Hauptwerke
- Statue Schreitendes Mädchen (1904, 1905 Gold-Medaille der Internationalen Kunstausstellung in München)
- Statue des Hermes im Rathaus Berlin-Charlottenburg
- Entenbrunnen im Stadtpark Berlin-Schöneberg
- Paulsen-Denkmal in Berlin-Steglitz (1911; nach dem WKII verschollen)
- Fuchsgruppe in Berlin-Tempelhof
- Bogenschütze (1915, vom Berliner Senat angekauft)
- Paris (1919, Bronze, 68 × 22 cm, vom Berliner Senat angekauft)
- Merkur-Brunnen vor der südlichen Vorhalle des Rathauses in der Lützowstraße in Hannover
- Fünf Reliefs über dem Portal des Königsberger Hauptbahnhofs (Reisen)
- Jüngling-Akt vor der Anatomie in Königsberg (Pr.)
- Relief Richard Wagners im Schauspielhaus Königsberg
- Bildnisköpfe: Ernst Wiechert, Edmund May (1929, Bronze, 48 × 20 cm), Hermann von Helmholtz, Hans Lohmeyer, Radierer Anton Scheuritzel, Hermann Göring,[5] Oberst Abbes (Königsberg), Adolf Hitler
- Spielende Windhunde am Hauptweg des Tiergartens in Königsberg (Pr.)[6]
- Kleinplastiken: Reiter, Läufer am Ziel, Stafettenlauf zweier Frauen, Erster Läufer am Ziel, Reitende Amazone mit Speer,[7] Amazone mit Pferd,[8] Der Abschiedskuss,[9] Lieblingspferd,[10] Sitzendes Mädchen,[11] Badende, Marmor, Höhe 62 cm,[12] Knabe führt Pferd zur Tränke, Bronze[13] und weitere[14]
- Hunderte Blätter mit Szenen aus dem Tierleben (Skizzen und Radierungen)
- Justitia-Büste im Innenhof des Gerichtsgebäudes von Königsberg (Pr.)
- Hermann-Sudermann-Denkmal in Heydekrug
- Skulptur eines Bergmannes in Volpriehausen
- Muttergruppe, eine lebensgroße Travertin-Skulptur einer sitzenden Mutter mit drei Kindern. Bad Hersfeld aus dem Jahr 1938 (Kreiskrankenhaus, seit 1961 Landratsamt). Hier vermischen sich Madonnenikonographie mit der zeitüblichen Darstellung mütterlichen Aufopferung. Früher stand die Skulptur im Foyer des Kreiskrankenhauses. In den Bauplänen des Kreiskrankenhauses waren zwei Skulpturen eingezeichnet, wovon eine vermutlich die Muttergruppe ist.[15]
- Porträt seiner Tochter Adelgunde Fock

## Galerie

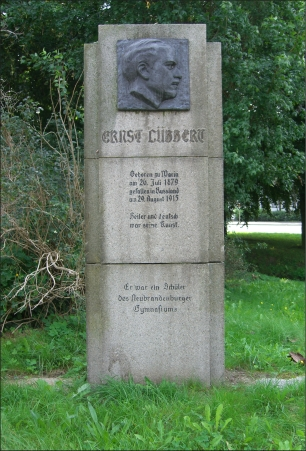
Ernst-Lübbert-Denkmal Neubrandenburg, 1934 (Relief erneuert)
Lübbert-Denkmal Stavenhagen (Rekonstruktion 1989)
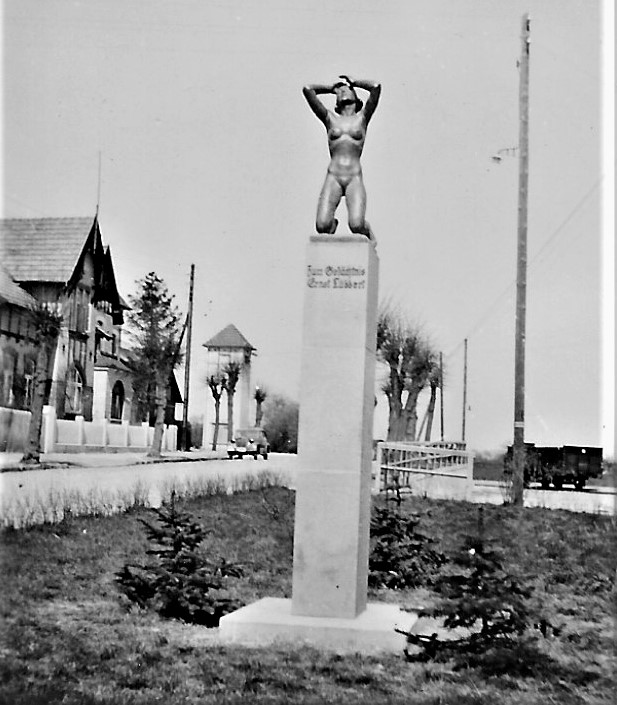
Ehem. Lübbert-Denkmal in Warin 1935 bis 1943
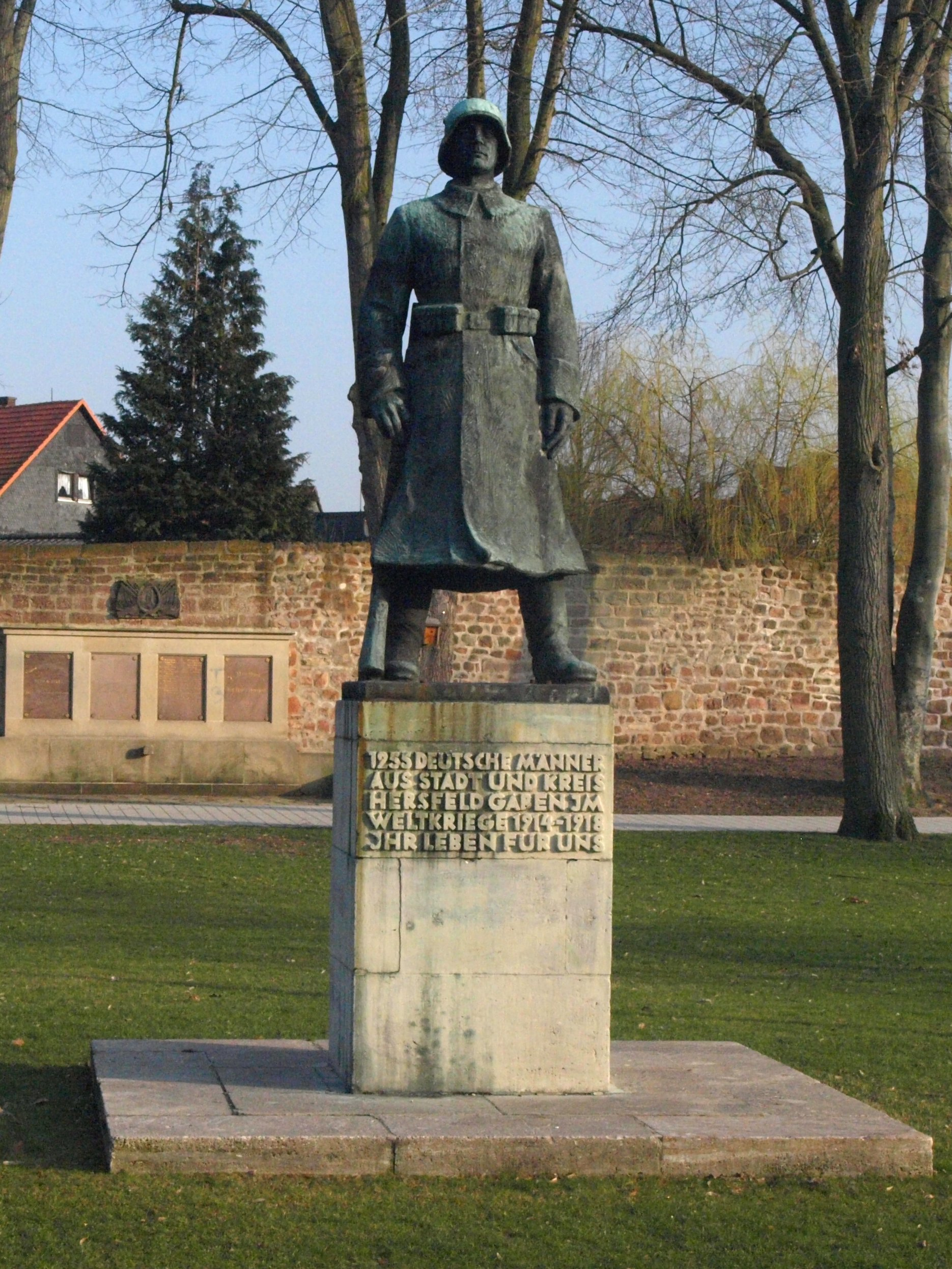
Ehrenmal für die Gefallenen des Kreises Hersfeld im Ersten Weltkrieg, im Jahr 1936 errichtet. Der Entwurf der Bronzeplastik, ein in Hab-Acht-Stellung" mit abgesetzten Gewehr stehender Krieger, stammt vom Bildhauer Erich Schmidt-Kestner
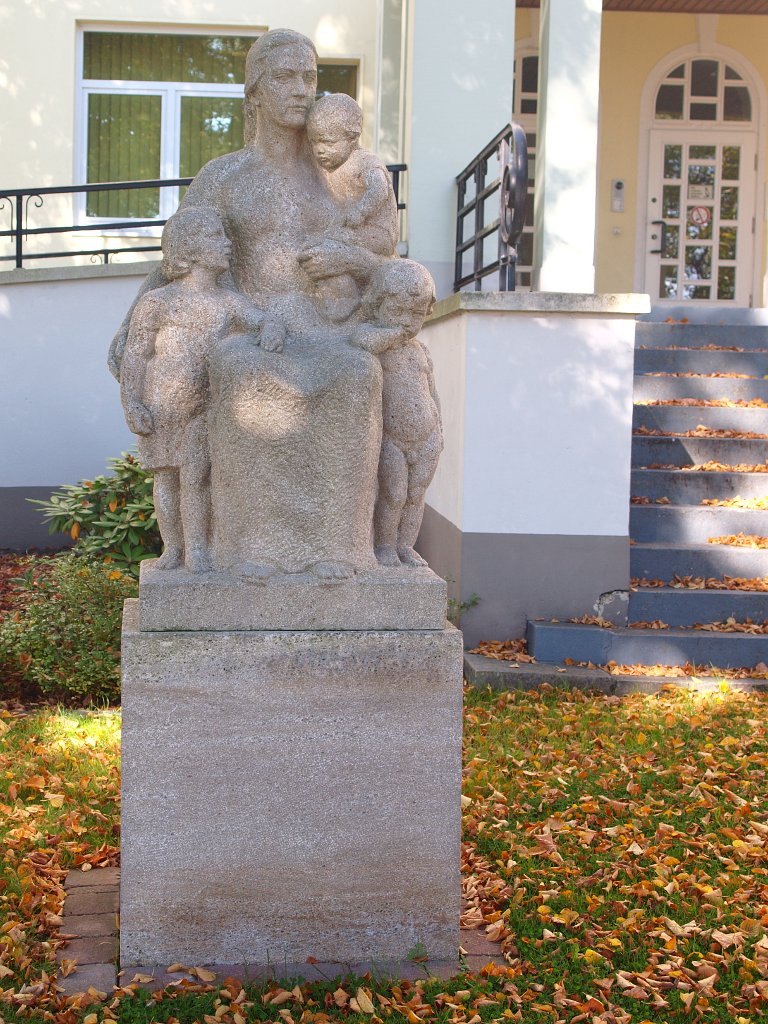
Muttergruppe in Bad Hersfeld aus dem Jahr 1938.
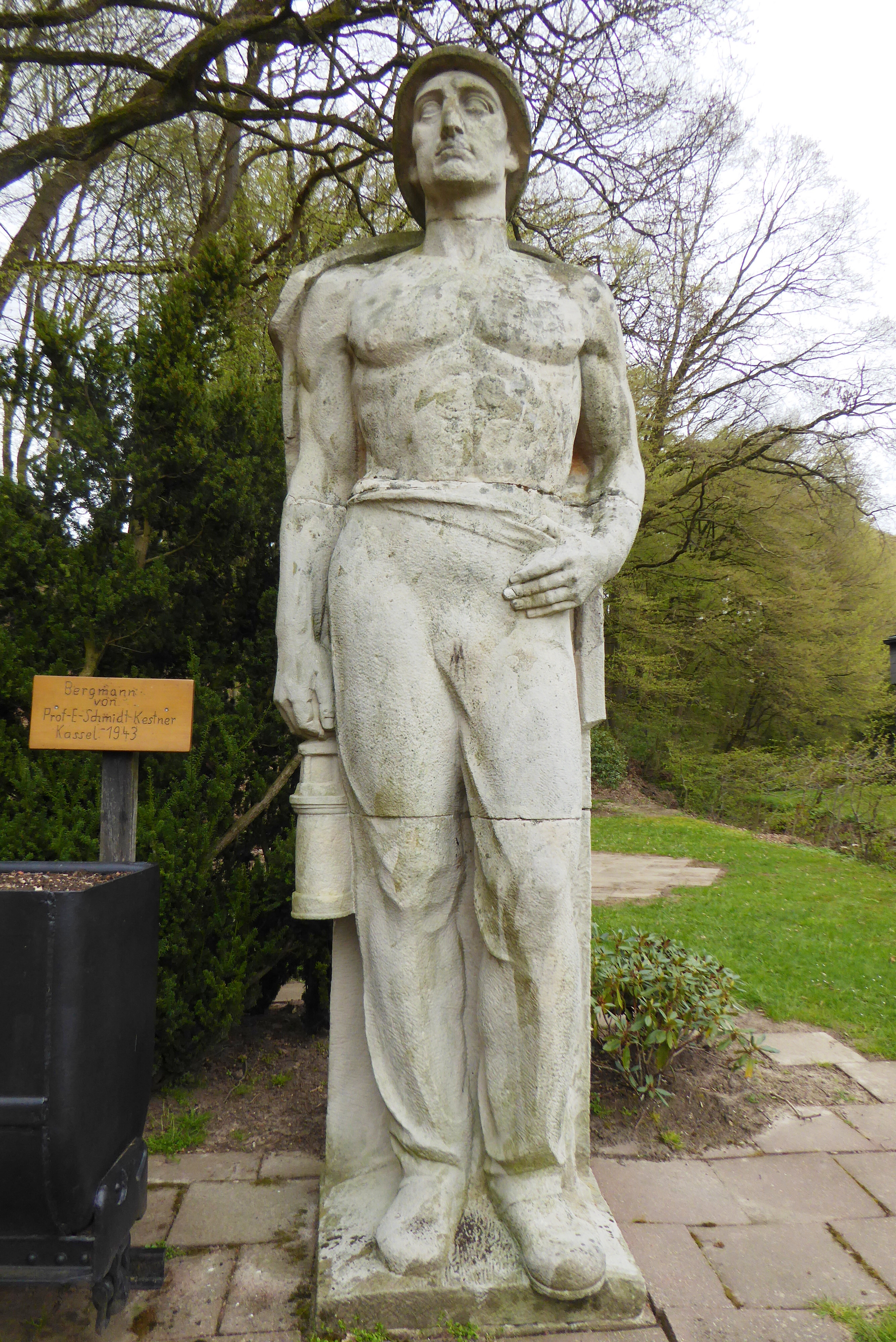
Skulptur eines Bergmanns in Volpriehausen aus dem Jahr 1945, aufgestellt 1974